# Perasia
Perasia är ett släkte av fjärilar. Perasia ingår i familjen nattflyn.

## Bildgalleri

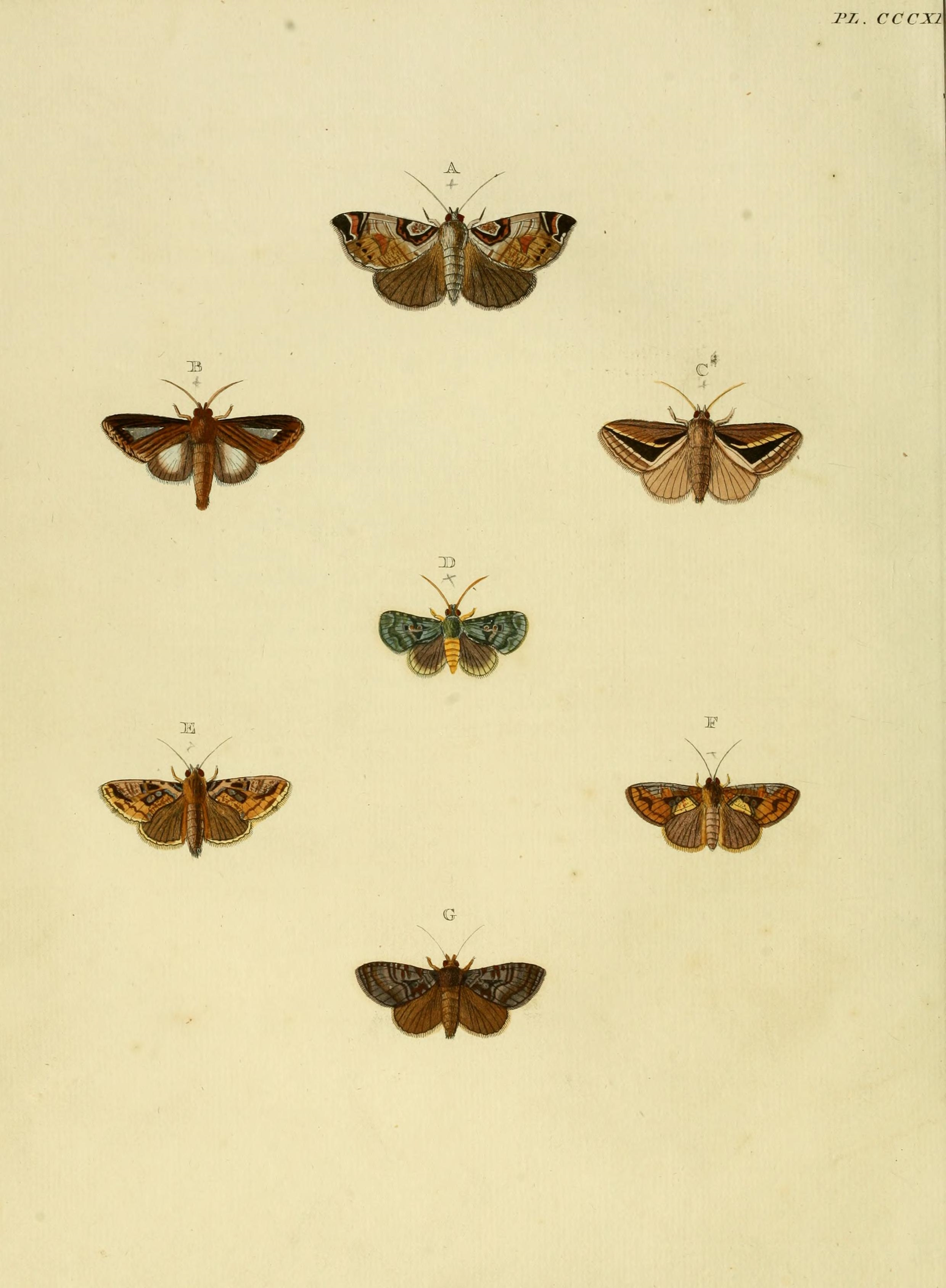
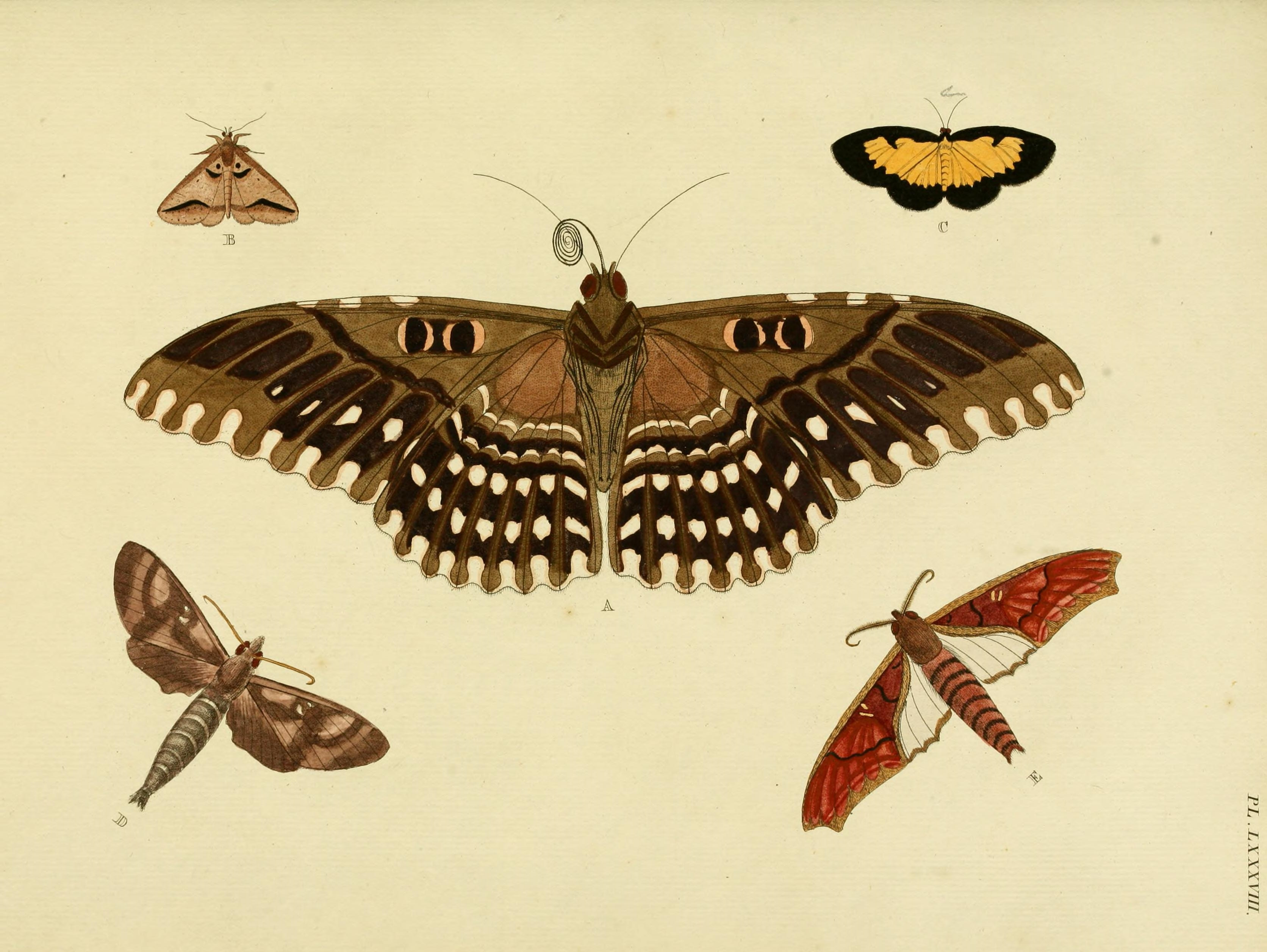

## Dottertaxa tillPerasia, i alfabetisk ordning[1]
- Perasia aequa
- Perasia amplissima
- Perasia arcuata
- Perasia basileuca
- Perasia bigutta
- Perasia candida
- Perasia coactilis
- Perasia copiola
- Perasia dentilinea
- Perasia diffluens
- Perasia dimera
- Perasia dissocians
- Perasia dyndyma
- Perasia fasciata
- Perasia flexa
- Perasia fuscilineata
- Perasia garnoti
- Perasia garnotina
- Perasia helveola
- Perasia helvina
- Perasia inficita
- Perasia iniqua
- Perasia jaliscana
- Perasia jugis
- Perasia lineolaris
- Perasia monaxa
- Perasia montana
- Perasia moxa
- Perasia moxilla
- Perasia multilinea
- Perasia navilla
- Perasia notescens
- Perasia obligata
- Perasia obscurior
- Perasia optabilis
- Perasia ora
- Perasia prolixa
- Perasia resecta
- Perasia strigillaris
- Perasia succrassata
- Perasia teligera
- Perasia textilis
- Perasia ule